# Arano Takuma
Arano Takuma (荒野 拓馬 Arano Takuma, sinh ngày 20 tháng 4 năm 1993 ở Hokkaidō) là một cầu thủ bóng đá người Nhật Bản hiện tại thi đấu cho Hokkaido Consadole Sapporo.

## Thống kê sự nghiệp câu lạc bộ
Cập nhật đến ngày 23 tháng 2 năm 2018.
| Thành tích câu lạc bộ | Thành tích câu lạc bộ | Thành tích câu lạc bộ | Giải vô địch | Giải vô địch | Cúp                   | Cúp                   | Cúp Liên đoàn | Cúp Liên đoàn | Tổng cộng | Tổng cộng |
| Mùa giải              | Câu lạc bộ            | Giải vô địch          | Số trận      | Bàn thắng    | Số trận               | Bàn thắng             | Số trận       | Bàn thắng     | Số trận   | Bàn thắng |
| Nhật Bản              | Nhật Bản              | Nhật Bản              | Giải vô địch | Giải vô địch | Cúp Hoàng đế Nhật Bản | Cúp Hoàng đế Nhật Bản | Cúp Liên đoàn | Cúp Liên đoàn | Tổng cộng | Tổng cộng |
| --------------------- | --------------------- | --------------------- | ------------ | ------------ | --------------------- | --------------------- | ------------- | ------------- | --------- | --------- |
| 2010                  | Consadole Sapporo     | J2 League             | 2            | 0            | 0                     | 0                     | -             | -             | 2         | 0         |
| 2011                  | Consadole Sapporo     | J2 League             | 2            | 0            | 1                     | 0                     | -             | -             | 3         | 0         |
| 2012                  | Consadole Sapporo     | J1 League             | 3            | 0            | 0                     | 0                     | 4             | 0             | 7         | 0         |
| 2013                  | Consadole Sapporo     | J2 League             | 30           | 4            | 0                     | 0                     | -             | -             | 30        | 4         |
| 2014                  | Consadole Sapporo     | J2 League             | 24           | 3            | 1                     | 0                     | -             | -             | 25        | 3         |
| 2015                  | Consadole Sapporo     | J2 League             | 31           | 2            | 1                     | 0                     | -             | -             | 32        | 2         |
| 2016                  | Consadole Sapporo     | J2 League             | 18           | 2            | 0                     | 0                     | -             | -             | 18        | 2         |
| 2017                  | Consadole Sapporo     | J1 League             | 27           | 0            | 0                     | 0                     | 6             | 0             | 33        | 0         |
| Tổng cộng sự nghiệp   | Tổng cộng sự nghiệp   | Tổng cộng sự nghiệp   | 137          | 11           | 3                     | 0                     | 10            | 0             | 150       | 11        |